# 520 (szám)
Az 520 (római számmal: DXX) egy természetes szám.

## A szám a matematikában
A tízes számrendszerbeli 520-as a kettes számrendszerben 1000001000, a nyolcas számrendszerben 1010, a tizenhatos számrendszerben 208 alakban írható fel.
Az 520 páros szám, összetett szám, kanonikus alakban a 23 · 51 · 131 szorzattal, normálalakban az 5,2 · 102 szorzattal írható fel. Tizenhat osztója van a természetes számok halmazán, ezek növekvő sorrendben: 1, 2, 4, 5, 8, 10, 13, 20, 26, 40, 52, 65, 104, 130, 260 és 520.
Érinthetetlen szám: nem áll elő pozitív egész számok valódiosztóösszeg-függvényeként.
Az 520 négyzete 270 400, köbe 140 608 000, négyzetgyöke 22,80351, köbgyöke 8,04145, reciproka 0,0019231. Az 520 egység sugarú kör kerülete 3267,25636 egység, területe 849 486,65353 területegység; az 520 egység sugarú gömb térfogata 588 977 413,1 térfogategység.